# Avenida Raúl Scalabrini Ortiz
L’avenida Raúl Scalabrini Ortiz est une avenue de Buenos Aires, nommée d’après Raúl Scalabrini Ortiz.

## Édifices
- Cathédrale orthodoxe Saint-Georges (no 1261)